# Jessica Schülke
Jessica Miriam Schülke (* 12. März 1984 in Sindelfingen) ist eine deutsche Politikerin (AfD). Seit 2022 ist sie Abgeordnete des Niedersächsischen Landtags.

## Leben
Nach dem Schulabschluss absolvierte Schülke eine Berufsausbildung zur Buchbinderin. Von 2005 bis 2007 besuchte sie die Fachoberschule, die sie mit der Fachhochschulreife abschloss. Anschließend studierte sie Sozialpädagogik an der Universität Hildesheim. Daraufhin war sie mehrere Jahre im sozialpädagogischen Bereich tätig. Von 2020 bis zur Wahl in den Landtag 2022 war sie zunächst als Fachreferentin in der AfD-Fraktion im Niedersächsischen Landtag und anschließend als Mitarbeiterin im Landesverband der AfD Niedersachsen tätig.
Schülke lebt im Wunstorfer Ortsteil Luthe.

## Politik
Schülke ist Mitglied der AfD. Sie ist Vorsitzende des AfD-Stadtverbands Wunstorf.
Bei der Landtagswahl in Niedersachsen 2022 kandidierte Schülke im Wahlkreis Springe und auf Platz 15 der AfD-Landesliste. Sie zog über die Landesliste in den Niedersächsischen Landtag ein.